# OBIS-Kennzahlen

OBIS-Kennzahlen auf dem Display eines Stromzählers

OBIS-Kennzahlen (englisch Object Identification System), ehemals als EDIS-Kennzahlen bezeichnet, werden bei der elektronischen Datenkommunikation in der Energiewirtschaft eingesetzt, um Messwerte wie Energiemengen (Zählerstände) oder Leistungswerte und auch abstrakte Daten in den Nachrichtentypen MSCONS und UTILMD eindeutig zu identifizieren.
OBIS-Kennzahlen sind internationaler Standard und in IEC 62056-6-1 für das Medium elektrische Energie veröffentlicht.
Per Smart Message Language auslesbare elektronische Stromzähler und intelligente Zähler verwenden intern OBIS-Kennzahlen zur Kategorisierung übertragener Datenpunkte.

## Aufbau und Beispiele
Die OBIS-Kennzahl besteht aus mehreren Ziffern, den so genannten Wertegruppen, welche mit verschiedenen Trennzeichen („-“, „:“, „.“, "*") voneinander getrennt sind:
| A - B : C . D . E * F |
- A: Medium (für Elektrizität (Strom) =1; für Thermische Energie (Gas) =7)
- B: Kanal (interne oder externe Kanäle, nur bei mehreren Kanälen)
- C–E: je nach Energie-Art unterschiedliche Bedeutung
- F: (wird nicht im deutschen Energiemarkt verwendet)

### Elektrische Energie
- A: =1
- B: siehe oben
- C: Messgröße (Wirk-, Blind-, Scheinleistung, Strom, Spannung,…)
- D: Messart (Maximum, aktueller Wert, Energie,…)
- E: Tarifstufe
- F: Vorwertzählerstand (wird nicht im deutschen Energiemarkt verwendet)

Beispiele:
| Kennzahl            | Kennzahl        | Einheit | Beschreibung                                                                 |
| genau               | vereinfacht (1) | Einheit | Beschreibung                                                                 |
| ------------------- | --------------- | ------- | ---------------------------------------------------------------------------- |
| 1-1:1.8.0 1-0:1.8.0 | 1.8.0           | kWh     | Stromzählerstand Bezug Eintarif oder Summe aus Tarifierungen mit 1.8.X       |
| 1-1:1.8.1 1-0:1.8.1 | 1.8.1           | kWh     | Stromzählerstand Bezug Tarifierung 1 (früher: „Hochtarif (HT)“) (2)          |
| 1-1:1.8.2 1-0:1.8.2 | 1.8.2           | kWh     | Stromzählerstand Bezug Tarifierung 2 (früher: „Niedertarif (NT)“) (2)        |
| 1-1:2.8.0 1-0:2.8.0 | 2.8.0           | kWh     | Stromzählerstand Einspeisung Eintarif oder Summe aus Tarifierungen mit 2.8.X |
| 1-1:2.8.1 1-0:2.8.1 | 2.8.1           | kWh     | Stromzählerstand Einspeisung Tarifierung 1 (früher: „Hochtarif (HT)“) (2)    |
| 1-1:2.8.2 1-0:2.8.2 | 2.8.2           | kWh     | Stromzählerstand Einspeisung Tarifierung 2 (früher: „Niedertarif (NT)“) (2)  |
| 1-1:1.6.0 1-0:1.6.0 | 1.6.0           | kW      | Wirkleistung Bezug                                                           |
| 1-65:1.8.0          | 1.8.0           | kWh     | Energiemenge Bezug Intelligentes Messsystem (IMS)                            |
| 1-1:1.29.0          | 1.29.0          |         | Viertelstundenwert RLM Wirkarbeit                                            |

### Thermische Energie
- A: =7
- B: siehe oben
- C: Messgröße/-Qualifikation (Quelle, Richtung, Qualifikation der Messung, Datenprofil)
- D: Zeitbezug; Messgröße/-Qualifikation
- E: Zeitbezug (Zählerstand, Differenz/Maximum/Mittelwert für Periode)

Beispiele:
| Kennzahl    | Kennzahl        | Einheit | Beschreibung                           |
| genau       | vereinfacht (1) | Einheit | Beschreibung                           |
| ----------- | --------------- | ------- | -------------------------------------- |
| 7-20:3.0.0  | 3.0.0           | m³      | Gaszählerstand (Betriebsvolumen) Bezug |
| 7-0:52.0.22 | 52.0.22         |         | Zustandszahl                           |
| 7-0:54.0.0  | 54.0.0          |         | Gasbrennwert                           |